# Raveniola
Raveniola es un género de arañas migalomorfas de la familia Nemesiidae. Se encuentra en el sur de Asia.

## Lista de especies
Según The World Spider Catalog 14.0:
- Raveniola arthuri Kunt & Yagmur, 2010
- Raveniola caudata Zonstein, 2009
- Raveniola concolor Zonstein, 2000
- Raveniola fedotovi (Charitonov, 1946)
- Raveniola ferghanensis (Zonstein, 1984)
- Raveniola guangxi (Raven & Schwendinger, 1995)
- Raveniola hebeinica Zhu, Zhang & Zhang, 1999
- Raveniola hyrcanica Dunin, 1988
- Raveniola kopetdaghensis (Fet, 1984)
- Raveniola micropa (Ausserer, 1871)
- Raveniola montana Zonstein & Marusik, 2012
- Raveniola niedermeyeri (Brignoli, 1972)
- Raveniola pontica (Spassky, 1937)
- Raveniola recki (Mcheidze, 1983)
- Raveniola redikorzevi (Spassky, 1937)
- Raveniola shangrila Zonstein & Marusik, 2012
- Raveniola songi Zonstein & Marusik, 2012
- Raveniola virgata (Simon, 1891)
- Raveniola vonwicki Zonstein, 2000
- Raveniola xizangensis (Hu & Li, 1987)
- Raveniola yunnanensis Zonstein & Marusik, 2012
- Raveniola zaitzevi (Charitonov, 1948)